# سانگ آیمین
سانگ آیمین (انگلیسی: Song Aimin؛ زادهٔ ۱۵ مارس ۱۹۷۸) از برندگان مدال‌های بازی‌های المپیک تابستانی و ورزشکار دو و میدانی اهل چین است.